# Brittney Page
Brittney Page (ur. 4 lutego 1984 w Kelowna) – kanadyjska siatkarka grająca jako przyjmująca. Od lutego 2016 roku występuje we włoskiej Serie A, drużynie Volksbank Südtirol Bolzano.